# Сівас (вілаєт)
39°45′00″ пн. ш. 37°01′00″ сх. д. / 39.75° пн. ш. 37.016666666667° сх. д.
Сіваський вілаєт (осман. ولايت سيوس) — вілаєт Османської імперії, що розташовувався у центральній частині Малої Азії). Утворений 1867 року замість Румського еялету з площею 83,680 км². З ліквідацією Османської імперії та утворенням Турецької республіки у 1922 році вілаєт було реформовано в провінції.

## Історія
У 1867 році в результаті реформ Танзимату еялет Рум було перетворено на вілаєт Сівас. Відповідно адміністративним центром стало місто Сівас.
У 1915—1916 роках валі (губернатор) вілаєту Ахмед Муаммар організував різанину вірменського населення, яке розглядали союзником Російської імперії, з якою Османська імперія вела війну в рамках Першої світової війни. Різанина в Сіваському вілаєті стала частиною генозида вірмен.
У 1918 році північні райони вілаєту увійшли до Республіки Понт, що була оголошена в Трапезунді (Трабзоні). У 1920—1922 роках за ініціативи Мустафи Кемаля відбулася різанина та депортація греків (напівночі) та ассирійців (на сході). У 1921 році в Амасії повішено 70 православних священників та старійшин греків. До 1922 року практично знищено грецьку громаду.
У 1922 році сіваські вілаєт було перетворено на провінції Сівас, Токат, Амасья, Гіресун.

## Структура
Вілаєт складався з 4 санджаків:
- Сіваський санджак мав 11 кази: Сівас, Бюньян, Шаркишла, Хафик, Даренде, Дивригі, Пинарбаші, Кангал, Зара, Гюрюн, Їлдизелі.
- санджак Амасья — 7 кази: Амасья, Хавза, Меджитьозю, Везіркьопрю, Гюмюшхаджикьой, Мерзифон, Ладік.
- Шебінкарахісарський санджак — 5 кази (до 1875 року): Шебінкарахісар, Алуджра, Масудіє, Сушехрі, Коюлхізар; 4 кази (з 1876 року): Шебінкарахісар, Алуджра, Масудіє, Коюлхіза.
- Токатський санджак — 5 кази: Токат, Ербаа, Зела, Ніксар, Решадіє.

У 1900 році нараховано 47 691 сіл.

## Населення
Відповідно за переписом 1885 року в вілаєті мешкало 1 млн. 86 тис. 15 осіб. У 1912—1914 роках за різними відомостями мешкало від 1 млн. 170 тис. до 1 млн. 470 тис. осіб. Більшість населення становили турки (близько 900 тис. осіб), але потужною була вірменська громада, що нараховувала від 152 до 200 тис. осіб. Більшість вірмен мешкало в Сіваському сандажку, становивши близько 30 % від усього населення. Іншою значною меншиною були капподокійські греки, яких у 1914 році нараховано 75324 осіб. Також в вілаєті були представлені курди, сирійці-православні (ассирійці), цигани (2.363 особи).
В результаті подій 1915—1917 та 1920-х років практично зникли будь-які національні меншини в вілаєті.

## Економіка
Вілаєт був одним з важливих провінцій, де в значній кількості вирощувалися зернові культури, насамперед пшениці, якою було засіяно площі на 57 тис. т зерна. Також в значні кількості вирощувалися рис, просо, бобові та фрукти.